# Port lotniczy Graciosa
Port lotniczy Graciosa (IATA: GRW, ICAO: LPGR) – port lotniczy położony w miejscowości Santa Cruz da Graciosa, na wyspie Graciosa, na Azorach.

## Linie lotnicze i połączenia
| Linia Lotnicza  | Kierunek                     |
| --------------- | ---------------------------- |
| SATA Air Açores | 1. Ponta Delgada 2. Terceira |